# Biedni ludzie
Biedni ludzie (ros. Бедные люди) – debiutancka powieść Fiodora Dostojewskiego. Pisarz pracował nad utworem od stycznia 1844 do maja 1845 roku, natomiast w druku Biedni ludzie ukazali się w 1846. 
Początkowo powieść miała być pisana w formie pamiętnika i opisywać losy młodej prowincjuszki, przeprowadzającej się do Petersburga. Ostatecznie jednak autor zdecydował się nadać utworowi formę powieści epistolarnej, a tematem uczynić miłość i kłopoty życiowe dwojga ubogich ludzi – Makarego Diewuszkina i Wareńki Dobrosiełowej. Utwór inspirowany był twórczością Nikołaja Gogola i Aleksandra Puszkina. Powieść zyskała uznanie współczesnych, pozytywnie wypowiadał się o niej poeta Mikołaj Niekrasow, a krytyk Wissarion Bieliński po przeczytaniu rękopisu nazwał autora „nowym Gogolem” i uznał go za nadzieję zaangażowanej społecznie literatury.